# Reco-reco

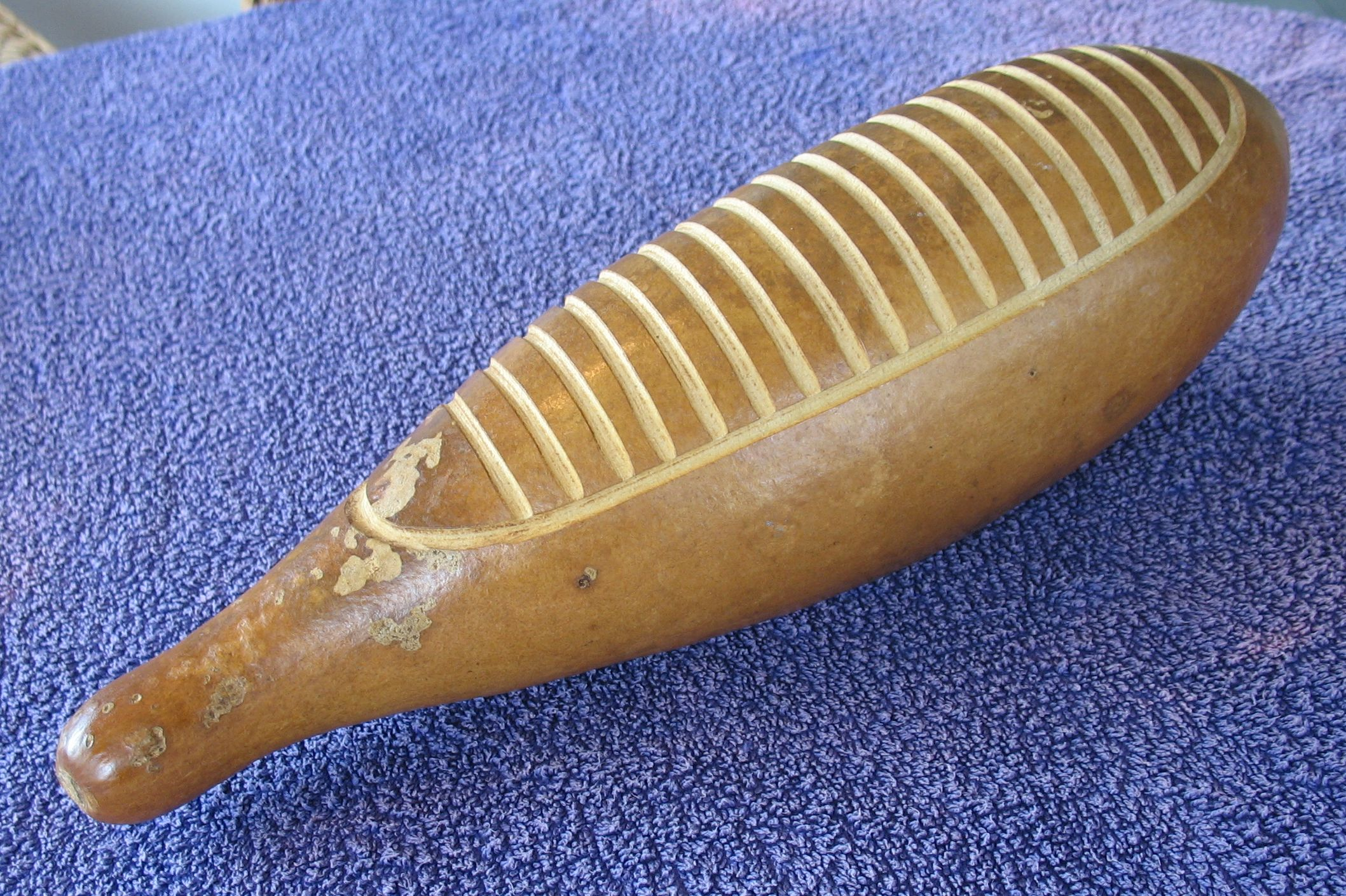
Reco-reco

Een reco-reco is een muziekinstrument dat behoort tot de familie der idiofonen. Het instrument wordt in bepaalde soorten Braziliaanse muziek gebruikt en heeft veel weg van de guiro.
Een reco-reco bestaat uit een klankkastje van hout waarop een gekarteld stokje of stukje hout is bevestigd. Door het bewegen met een stokje over het gekartelde houtje wordt een raspend geluid veroorzaakt. Een andere veel voorkomende klankkast is van metaal gemaakt waarop een paar veren zijn gespannen. Door met een metalen stokje of ander metalen voorwerp over de veren te wrijven ontstaat eveneens een raspend geluid.